# Сейшельські Острови
Респу́бліка Сейше́льські Острови́, Сейше́ли (сейш. Repiblik Sesel, фр. République des Seychelles, англ. Republic of Seychelles) — острівна держава в Індійському океані на однойменних островах біля східних берегів Африки (за 1600 км), на північ від Мадагаскару. Найменша суверенна держава Африки. Площа країни становить 455 км² (179-те місце у світі). Населення: 100 447 осіб (182-е місце у світі). Столиця: місто Вікторія. Сейшельські острови відомі природною красою навколишніх островів, особливою флорою та фауною. Туризм є основою економіки країни.

## Географія

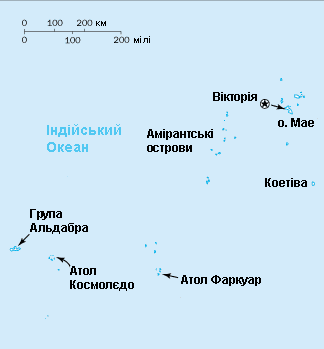
Сейшельські острови

Держава розташовується на 115 островах Індійського океану, які розкидані на акваторії у 1 млн км², за 1600 км від східного узбережжя Африки. Найближчі держави на континенті — Кенія і Танзанія. На південному заході — Коморські Острови і французький острівний департамент Майотта; на півдні — Мадагаскар (960 км) і Розсіяні острови, які належать Франції; на південному сході — Маврикій і французький острівний департамент Реюньйон.
Довжина берегової лінії — 491 км. Певна кількість великих островів складаються з гранітного масиву. Велика кількість дрібніших коралових островів-атолів розкидана на великій території і вони мають назву «Зовнішні острови».
Найбільші острови за розміром та кількістю населення — Мае, Праслен та Ла Діґ входять у групу «Внутрішніх островів». Мае — найбільший острів архіпелагу і тут лежить найвища точка — гора Морн-Сейшеллуа (905 м). На Мае також розташована столиця країни — Вікторія, тут живе більшість населення країни.

### Клімат
Острови мають субекваторіальний морський клімат. Середньорічна температура повітря — +26…+28 °C. Як такі існують тільки два сезони: зимовий — сухіший і помірно тепліший (травень — листопад) і літній — вологий жаркий (грудень — квітень). Сезони розрізняються між собою тільки напрямком вітру і кількістю опадів. Середньорічна кількість опадів — 2300 мм на узбережжі та 3500 мм у піднесених районах. Іноді трапляються сильні урагани, але не так часто, як на Маврикії або Реюньйоні.
Науковці виявили, що за кілька десятків років більша частина низько лежачих атолів світу може стати безлюдною через зміни клімату і нестачу прісної води. У їх числі опиняться Мальдіви, Сейшели та частково Гаваї

### Рослинний і тваринний світ

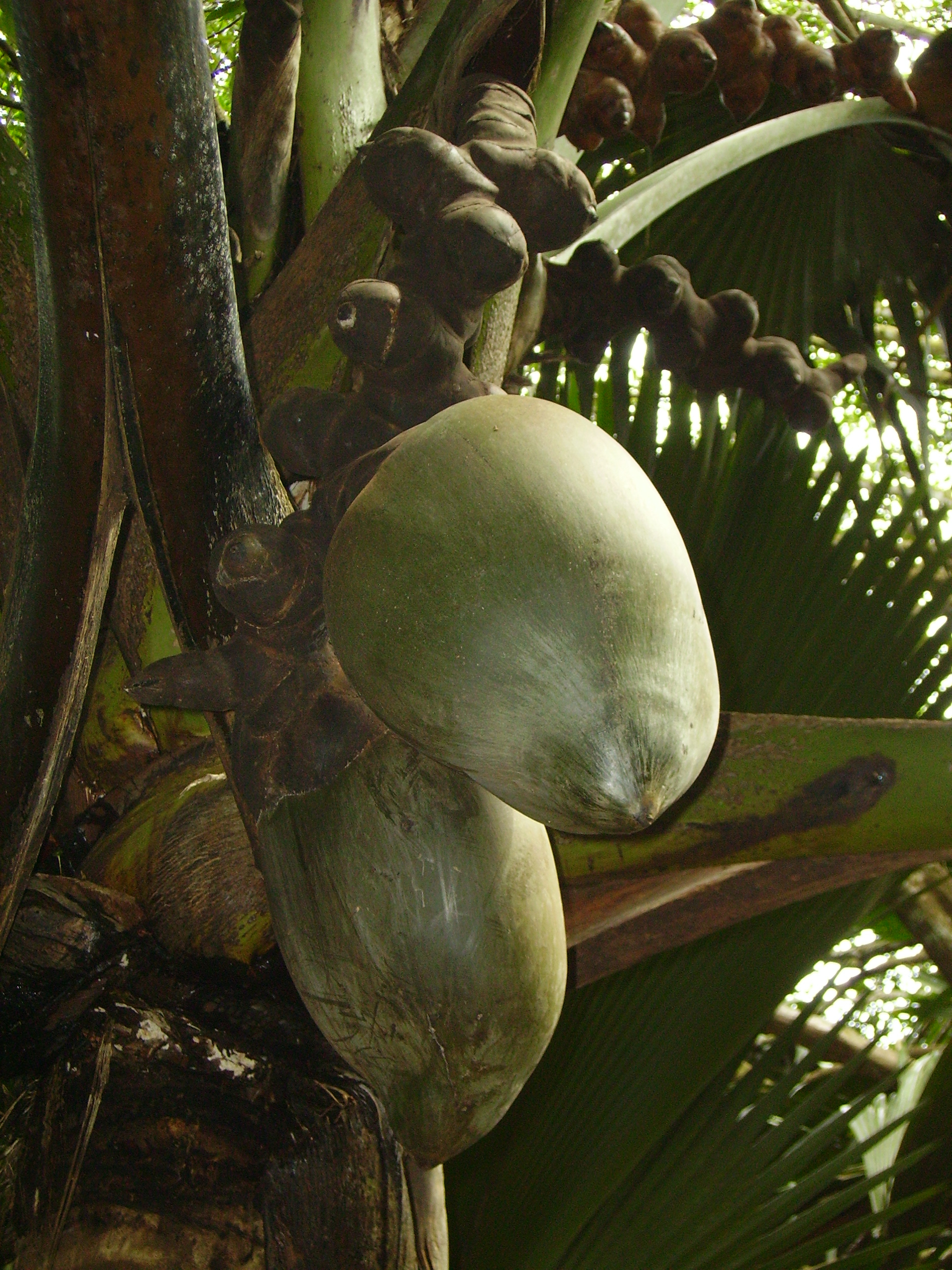
Кокоси «коко-де-мер»

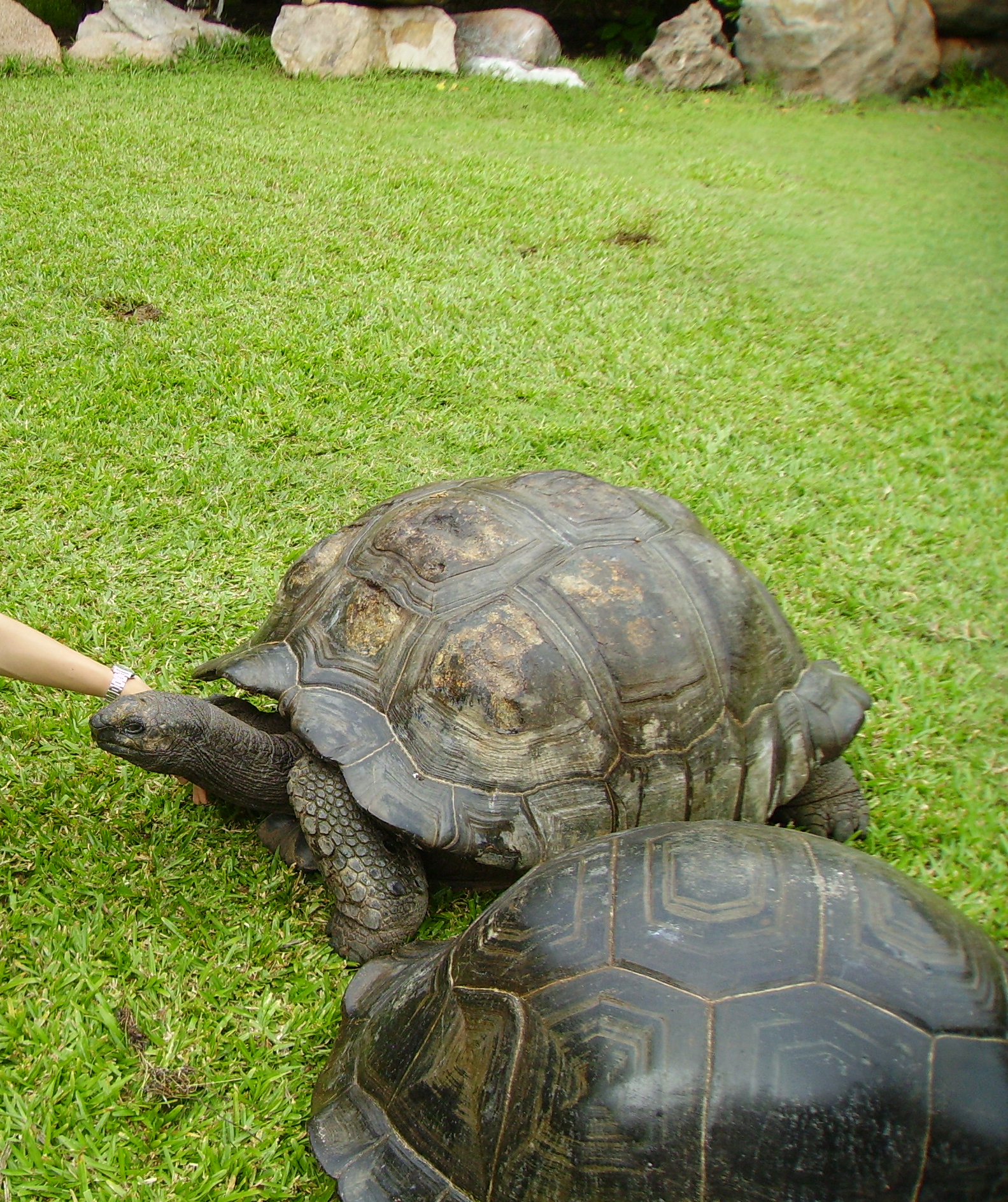
Гігантські черепахи

Рослинний і тваринний світ Сейшельських островів відрізняється своєю різноманітністю і багатством. На островах нараховується 81 вид ендемічних рослин. Тропічні вічнозелені ліси збереглися в центральних районах великих островів. На острові Праслен і на декількох дрібніших довколишніх острівцях росте віялова сейшельська (мальдівська) пальма — єдине місце у світі розповсюдження такого типу пальм. Ширина її листя близько 3 м, а горіхи (коко-де-мер — «морський кокос») вагою до 20 кг є найбільшим насінням у флорі Землі. Ці пальми живуть до 800 років. На островах є ще 6 видів ендемічних пальм, декенія благородна — найвища з них (до 40 м). Ростуть бамбук, ваніль, драконове, хлібне і коричне (з його сухої кори виробляють корицю) дерева. Є також такамак, китайська яблуня, ліани, орхідеї, папороті і ендемічна рослина-медуза. Окрім домашніх тварин, із ссавців мешкають кажани і схожий на їжака звір під назвою тенрек.
На Сейшельських островах (в основному на атолі Альдабра) є гігантські (до 200 кг) слоняча і зелена морська («супова») черепахи. Водяться болотяні черепахи, неотруйні змії, різноманітні ящірки (багато геконів) і тигрові хамелеони. На островах є велика кількість птахів (особливо на о. Кузен): ендемічні райська мухоловка, сейшельський ткачик і чорна папуга, ібіс, індійська майна, крячки, сороча славка, фрегати, чапля. Існує багато комах. У водах навколо островів водиться близько 900 видів риб: (акула, камбала, марлин, морський окунь, риба-вітрильник, скат, тунець та інші). Є багато креветок і молюсків (тільки навколо о. Мае їх тут понад 300 видів). Налічується близько 100 ендемічних видів коралів.

### Природоохоронна діяльність
Сейшельські острови мають великий досвід у галузі збереження та охорони навколишнього середовища. Перші заходи охорони флори і фауни започатковані ще в 1960-х роках. Існували закони, спрямовані на захист довкілля, ще з колоніальних часів і уряд країни вжив дійових заходів, особливо для збереження декількох видів птахів від знищення. На островах існує декілька державних і приватних фундацій, які займаються збереженням, доглядом та вивченням флори та фауни островів. Декілька місць на островах з огляду на незвичайну флору та фауну проголошені місцем світової спадщини ЮНЕСКО.

## Історія
- 1502 — Васко да Гама відкриває Сейшельські острови.
- 1756 — Сейшельські острови проголошені володінням Франції.
- 1814 — острови переходять у володіння Великої Британії.
- 1903 — Сейшельські острови отримують статус окремої королівської колонії.
- 1970 — засновані Законодавчі Збори островів.
- 1976 — проголошена незалежність Сейшельських островів.
- 1977 — вчинений державний переворот, до влади прийшов Франс-Альберт Рене.
- 1979 — запроваджена однопартійна система на чолі з «Об'єднаною народною партією Сейшельських островів» (ОНПС).
- 1981 — невдала спроба державного перевороту за участю південноафриканських найманців.
- 1982 — придушена спроба внутрішнього заколоту.
- 1992 — повернена багатопартійність.
- 1993 — «Народний прогресивний фронт Сейшел» (НПФС)) перемагає на парламентських виборах.
- 2006 — кандидат від НПФС Джеймс Мішель перемагає на президентських виборах.

## Політична система
Сейшельські Острови за формою державного правління є президентською республікою, глава держави — президент. Державний устрій — унітарна держава.
Президент є главою держави, главою уряду та головнокомандувачем збройних сил. Обирається всенародним голосуванням на п'ятирічний термін. Президента республіки Денні Фора було обрано на посаду в жовтні 2016 року. Кабінет міністрів обирається і призначається президентом і підлягає схваленню більшості парламенту.

### Парламент
Однопалатний парламент, Національні Збори (фр. Assemblée Nationale), складається з 34 депутатів, 25 з яких обираються безпосередньо прямим голосуванням — решта на 9 місць призначаються пропорційно відсотку голосів, отриманих кожною партією. Термін обрання депутатів — 5 років.

#### Політичні партії
Головні політичні партії держави:
- Демократична партія, заснована 1992 року.
- Об'єднана опозиція, заснована 1993 року.
- Прогресивний фронт жителів Сейшелів, заснований 1978 року.

З 1978 по 1991 роки була заборонена діяльність політичних партій, окрім панівної.

### Зовнішня політика
Сейшельські Острови член ООН з 1976 року. Країна є членом низки міжнародних організацій: Руху неприєднання, Співдружності (об'єднання країн, що входили до Британської імперії), Організації африканської єдності (ОАЄ) з 1976, Африканського союзу (АС) з 2002, Співтовариства розвитку Півдня Африки (САДК) з 1995, Спільного ринку Східної і Південної Африки (КОМЕСА), Комісії з Індійського океану (КІО) з 1984 і Асоціації регіональної співпраці країн Індійського океану (АРСІО) з 2000.

#### Українсько-сейшельські відносини
Уряд Сейшельських Островів офіційно визнав незалежність України 30 вересня 1994 року, дипломатичні відносини з Україною встановлено того ж дня. У Києві діє почесне консульство Сейшельських Островів.
Починаючи з 26.06.2017, почесним консулом на Сейшельських островах призначено Марину Морін-Аделін.

### Державна символіка
- Державний прапор
- Державний герб
- Державний гімн

## Адміністративно-територіальний поділ
В адміністративно-територіальному відношенні територія держави поділяється на: 25 округів.
- Анз-о-Пен (Anse aux Pins)
- Анс-Буало (Anse Boileau)
- Анс-Етуаль (Anse Etoile)
- Анс-Луї (Anse Louis)
- Анс-Руаяль (Anse Royale)
- Бе-Лязар (Baie Lazare)
- Бе-Сент-Анн (Baie Sainte Anne)
- Бель-Ер (Bel Air)
- Бель-Омбр (Bel Ombre)
- Бо-Валлон (Beau Vallon)
- Глясі (Glacis)
- Гранд-Анс (о. Мае) (Grand Anse (Mahe))
- Гранд-Анс (о. Праслен) (Grand Anse (Praslin))
- Каскад (Cascade)
- Ле-Мамель (Les Mamelles)
- Ля-Діг (La Digue)
- Ля-Рив'єр-Англез (La Riviere Anglaise)
- Мон-Бюкстон (Mont Buxton)
- Мон-Флері (Mont Fleuri)
- Плезанс (Plaisance)
- Пор-Гло (Port Glaud)
- Пуент-ля-Рю (Pointe La Rue)
- Рош-Кеман (Roche Caiman)
- Сен-Луї (Saint Louis)
- Такамака (Takamaka)

## Збройні сили
Сейшельські народні сили оборони (Seychelles People's Defence Forces) нараховують близько 800 службовців. З них близько 300 чоловік у складі президентського підрозділу. Збройні сили країни складаються з одного батальйону піхоти і двох артилерійських підрозділів. Резервісти і національна гвардія нараховують ще 1000 чоловік. Збройні сили беруть участь у регулярних навчаннях в Африці, а також спільно з французькими збройними силами в регіоні.
Берегова охорона була створена у 1992 р. і нараховує 250 чоловік, розділена на військово-морський і піхотний підрозділи. У складі берегової охорони є декілька кораблів, придбаних у Росії, Італії, Індії. Кораблі збройних сил беруть участь у патрулюванні прибережних вод.
У складі збройних сил існує також авіаційний підрозділ, створений у 1997 р. Підрозділ не має власних літаків, але відряджає льотчиків на комерційні літаки, які орендує для спеціальних заходів. Цивільні літаки в державній власності використовуються для рятування в морі. Зараз підрозділ в основному займається тренуванням льотчиків.
Загальні витрати на армію у 2000 році становили 68 млн доларів США.

## Економіка
Сейшельські Острови — відстала аграрна держава. Основа економіки країни — туризм (70 % доходів) і рибальство. Валовий внутрішній продукт (ВВП) у 2006 році склав 626 млн доларів США (176-те місце у світі); що у перерахунку на одну особу становить 7,8 тис. доларів (81-ше місце у світі). Промисловість разом із будівництвом становить 26 % ВВП держави; аграрне виробництво разом з лісовим господарством і рибальством — 3 %; сфера обслуговування — 71 % (станом на 2006 рік). Зайнятість активного населення у господарстві країни розподіляється так:
- 19 % — промисловість і будівництво
- 10 % — аграрне, лісове і рибне господарства
- 71 % — сфера обслуговування (станом на 2006 рік)[2].

Надходження в державний бюджет Сейшельських Островів за 2006 рік склали 371 млн доларів США, а витрати — 376 млн; дефіцит становив 1 %.
Уряд вживає значних зусиль для підтримки індустрії туризму. Позитивний вплив на туристичний сектор економіки справило відкриття міжнародного аеропорту в 1970 році в місті Вікторія (1970). Уряд заохочує інвестиції в готельний бізнес і реструктуризацію галузі. На Сейшелах міститься найбільший в Індійському океані центр переробки і перевезення тунця. Неподалік від м. Вікторії створена міжнародна торговельна зона (МТЗ). На Сейшелах в рамках розвитку офшорного бізнесу зареєстровано 10 тис. т. зв. міжнародних бізнес-компаній (2002). Провідні фінансові установи Європи та світу мають тут свої філії.
Економічно активне населення — 43 560 осіб (2000).

### Валюта
Національною валютою країни слугує сейшельська рупія. У 2018 році за 1 долар США (USD) дають 13,8 рупії.

### Промисловість
Головні галузі промисловості: харчова, деревообробна і текстильна.
Переробна промисловість включає в себе фабрику по консервації тунця (99 % продукції йде на експорт до Європи), заводи з консервації овочів і фруктів, верфі для будівництва човнів, невеликі заводи, які займаються збиранням телевізорів. Також є декілька підприємств, які виробляють меблі, мийні засоби, фарби, цигарки, предмети з пластику. Працюють пивні заводи та заводи безалкогольних напоїв, а також з виробництва солі та переробки сільськогосподарської продукції: виробництва кориці, харчової і технічної олії з копри кокоса.

### Енергетика
На островах розміщено декілька теплових електростанцій, які є основним джерелом електроенергії, як паливо використовуються продукти нафтопереробки.
За 2004 рік було вироблено 208 млн кВт·год електроенергії (експортовано 0 млн кВт·год); загальний обсяг спожитої — 193 млн кВт·год (імпортовано 0 млн кВт·год).
У 2004 році споживання нафти становило 5,6 тис. барелів на добу, природний газ не використовується для господарських потреб.

### Агровиробництво
У сільськогосподарському обробітку перебувають 19 % площі держави. Головні сільськогосподарські культури: кокоси, банани, овочі, чай, ямс, ваніль, цукрова тростина, кориця, тютюн, авокадо, манго.
У прибережних водах розвинуте рибальство. З 1978 введена 370-км зона прибережних вод для обмеження вилову тунця іноземними риболовецькими суднами. Підписані вигідні для країни угоди про умови вилову риби у Індійському океані. До 2008 року Сейшельські Острови мали преференційне право доступу на європейські ринки збуту тунця. Щорічно виловлюють близько 8000 тон креветок. Країна займає одне з перших місць у світі по споживанню риби на душу населення — 65 кг на рік.
Розвинене тваринництво: вирощування свиней, великої рогатої худоби і кіз, птахівництво. Розвивається рибна індустрія.

### Транспорт

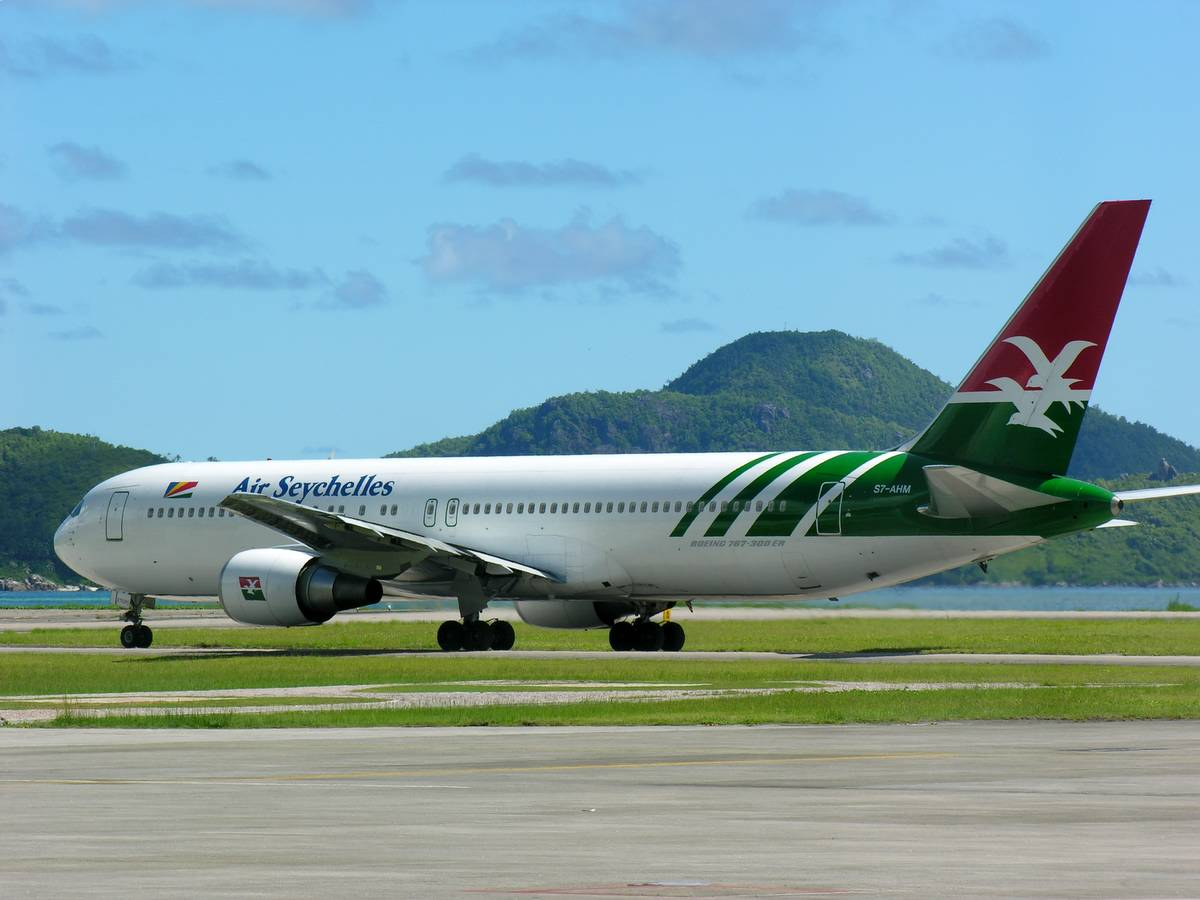
Літак національної авіакомпанії «Ейр Сейшелз»

Основним засобом транспорту в країні є автомобільний транспорт. Існує 397 км. доріг. Порт Вікторія відіграє важливу роль у транспортній системі країни. У 2001 р. транспортний флот країни складався з 25 суден. У зв'язку з незвичайною географією авіаційний транспорт є ключовим у низці регіонів країни. У 2002 р. існувало 14 аеропортів різного розміру в багатьох регіонах країни, тільки половина з них асфальтовані. Найбільший аеропорт — міжнародний аеропорт Вікторія. Існує єдина національна авіакомпанія — Ер Сейшелз (Air Seychelles), яка виконує регулярні рейси до Лондона, Парижа, Рима, Сингапуру, Франкфурта, а також ПАР. Аеропорт Вікторії також приймає літаки численних міжнародних авіакомпаній, які забезпечують приток туристів на острови.

### Туризм

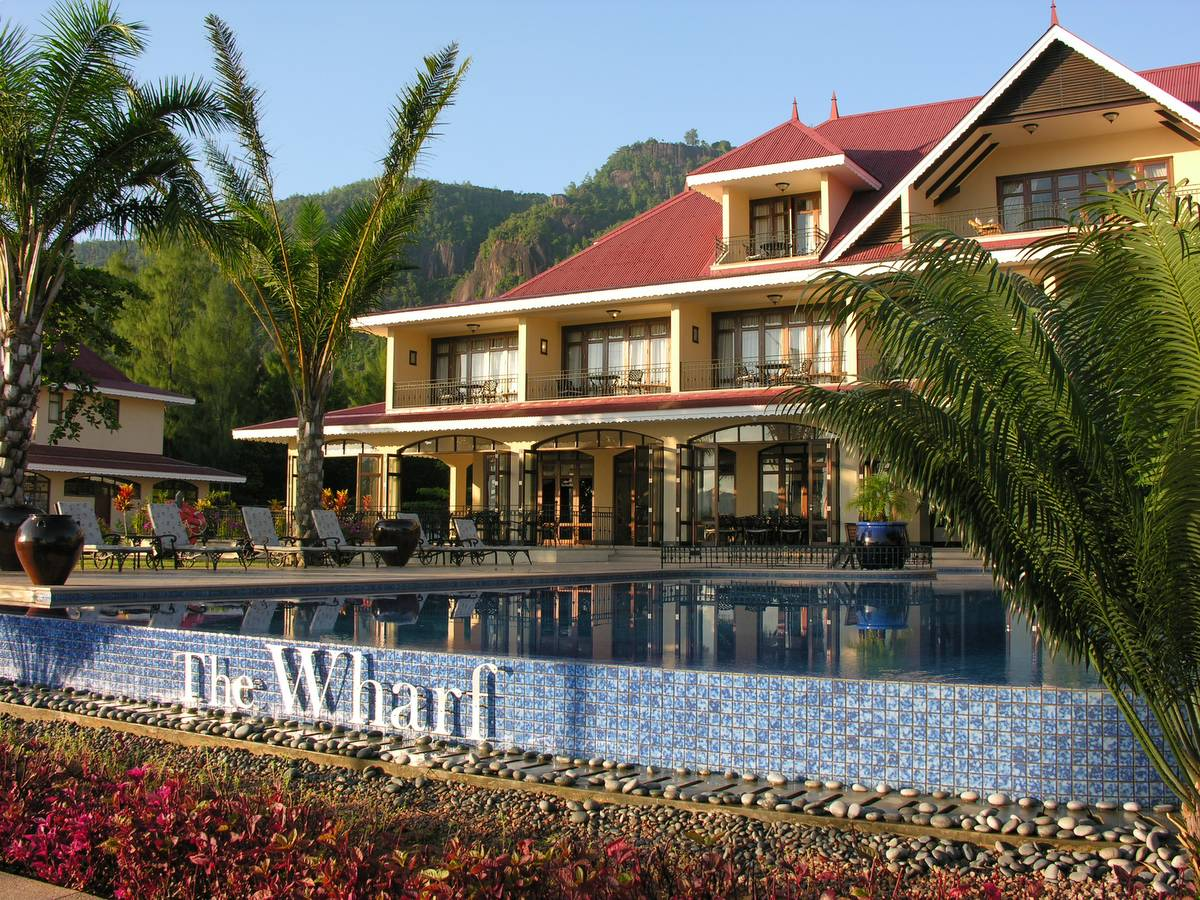
Готельний комплекс на острові Мае

У 1997 році Сейшельські Острови відвідало 130 тис. іноземних туристів, що дало прибуток у 11 млн доларів США.

### Зовнішня торгівля
Основні торговельні партнери Сейшельських Островів: США, Китай, Велика Британія, Таїланд, Індія, Ємен.
Держава експортує: рибопродукти (консервований тунець, морожена риба, креветки), продукція нафтопереробки (реекспорт). Основні покупці: Китай (15 %); Велика Британія (12 %); Таїланд (12 %). У 2006 році вартість експорту склала 50 млн доларів США.
Держава імпортує: паливо, промислові вироби, продукти харчування. Основні імпортери: США (26 %); Велика Британія (11 %); Ємен (10 %). У 2006 році вартість імпорту склала 261 млн доларів США.

## Населення
Населення держави у 2006 році становило 81,5 тис. осіб (181-ше місце у світі). Густота населення: 177,1 осіб/км² (40-ве місце у світі). Згідно зі статистичними даними за 2006 рік народжуваність 16 ‰; смертність 6,3 ‰; природний приріст населення 9,7 ‰.
Віково-статева піраміда населення має такий вигляд (станом на 2006 рік):
- діти віком до 14 років — 25,9 % (10,7 тис. чоловіків, 10,4 тис. жінок);
- дорослі (15—64 років) — 68 % (27,1 тис. чоловіків, 28,4 тис. жінок);
- особи похилого віку (65 років і старіші) — 6,1 % (1,6 тис. чоловіків, 3,4 тис. жінок).

### Урбанізація
Рівень урбанізованості в 2000 році склав 63 %. міста держави: Вікторія (28 тис. осіб), Анс-Буало (4 тис. осіб), Анс-Роял (3,8 тис. осіб).

### Етнічний склад
Головні етноси, що складають сейшельську націю: креоли — 89 %, індійці — 5 %, малагасійці — 2 %, китайці, англійці, невеликий відсоток французів і арабів.
Креоли — нащадки від змішаних шлюбів французьких поселенців і англійських моряків з африканцями, індійцями, арабами та ін.

### Мови
Державна мова: англійська і французька. 93 % населення країни розмовляють креольською мовою (Seselwa), що є сумішшю старофранцузької мови, мови хінді та англійської. Нарівні з англійською і французькою мовами креольська має офіційний статус. Уряд вживає значних заходів для підтримки креольської мови, створений Інститут креольської мови.

### Релігії
Головні релігії держави: католицтво — 86,6 % населення, англіканство — 9,3 %; індуїзм — 1,3 %.
Більшість населення прихильники римокатолицької церкви ще з часів французького володіння. Католицька церква залишається провідною в суспільстві, більшість населення визнають себе досить релігійними — регулярно відвідують церкву, релігійні свята відзначаються широким загалом суспільства. До 1944 р. всі школи країни та система освіти були в розпорядженні католицької церкви.
Також існує невеликий відсоток буддистів, прихильників індуїзму, ісламу та конфуціанства. Деякі креоли сповідують традиційні африканські вірування і культи: анімалізм, фетишизм, культ предків та сил природи. Навіть ті хто належить до католицької церкви іноді практикують чаклунство та інші африканські шаманські традиції.

### Охорона здоров'я
Очікувана середня тривалість життя в 2006 році становила 72,1 року: для чоловіків — 66,7 року, для жінок — 77,6 року. Смертність немовлят до 1 року становила 15,1 ‰ (станом на 2006 рік). Населення забезпечене місцями в стаціонарах лікарень на рівні 1 ліжко-місце на 172 жителя; лікарями — 1 лікар на 2,1 тис. жителів (станом на 1996 рік). 

### Освіта
Рівень письменності в 2003 році становив 91,9 %: 91,4 % серед чоловіків, 92,3 % серед жінок.
Витрати на освіту в 1996 році становили 8,5 % ВВП.
У країні існує обов'язкова 9-річна освіта. Початкова освіта надається креольською мовою, з 3-го класу вивчається англійська мова, а з 6-го також і французька. Після 6 років початкової школи і 3 років середньої школи учні мають можливість продовжити навчання в установах Національної служби молоді (National Youth Service). Навчання в цих установах є інколи необхідним для продовження навчання у вищих навчальних закладах. Загальна кількість студентів у Службі молоді близько тисячі чоловік. Основна мета програми — подолання безробіття серед молоді. Разом з загальноосвітніми предметами учні навчаються практичних навичок і живуть у таборах.
Середня спеціальна освіта пропонує спеціальності у сфері туризму та готельній справі. Також існує національний центр промислового навчання і національний коледж мистецтв. У 1983 р. в м. Вікторії відкритий політехнічний інститут, на двох відділеннях навчається близько 600 студентів, працює 52 викладачі. На островах не існує інших вищих навчальних закладів, молодь здобуває вищу освіту також у Великій Британії, Австралії, Китаї і Франції. У 2003 р. на фінансування навчання за кордоном виділено додатково 45 млн сейшельських рупій.

### Інтернет
У 2001 році всесвітньою мережею Інтернет у Сейшельських Островів користувались 5 тис. осіб.

## Культура
Культура островів увібрала в себе традиції багатьох народів: африканські мотиви, англійський танок, французька музика і співи.

### Архітектура
Традиційне житло в сільських районах — невеликі дерев'яні будинки, криті пальмовим листям або гофрованим залізом і поставлені на гранітному фундаменті. Внутрішні перегородки будинку споруджуються з розщепленого бамбука. У столиці збереглися будівлі колоніального періоду.

### Образотворче мистецтво
З ремесел провідне місце займають плетені вироби з тростини, бамбука, як-от килими і капелюхи, та з текстилю, такі як батік. Також поширені вироби з дерева, картини з традиційними африканськими мотивами, глиняні вироби. Одним з традиційних ремесел є виробництво прикрас з черепахових панцирів і черепашок, картин з перламутрових черепашок.

### Музика й танці
У музичній традиції значне місце займає романс, який виконують виключно французькою мовою. Невід'ємною частиною культури креолів є сега — імпровізований танець-спектакль у супроводі музики і характерного речитативу креольською мовою. На островах також поширені традиційні африканські танці, такі як реюньйон, таараб та сукус. Серед музичних інструментів виділяються бонн (смичковий) і зез (струнний).

### Засоби масової інформації
У країні виходить декілька газет усіма офіційними мовами. Серед провідних періодичних видань: щоденна урядова газета «Сейшелз нейшн» (Seychelles Nation — «Сейшельська нація»), урядовий вісник «Офішл газетт» (Official Gazette — «Офіційна газета»), щомісячний журнал «Піпл» (The People — «Народ»), а також католицький журнал «Еко дез іль» (L'echo des Iles — «Відлуння островів»). Трансляція здійснюється трьома офіційними мовами країни. З 1979 р. в країні працює інформаційне агентство «Сейшельське пресове агентство», (Seychelles Agence de Presse, SAP). У 2002 р. інтернетом користувалося близько 9000 чоловік. Існує тільки одна опозиційна газета «Регар».
Сейшельська телерадіокомпанія SBC (Seychelles Broadcasting Corporation) має автономний статус від 1992 р. До компанії належить телевізійний канал і дві радіостанції. Трансляція здійснюється трьома офіційними мовами. Телекомпанія і більшість інших ЗМІ перебувають у власності уряду, високі ліцензійні кошти не дозволяють інвестиції в цю галузь.

## Фотогалерея

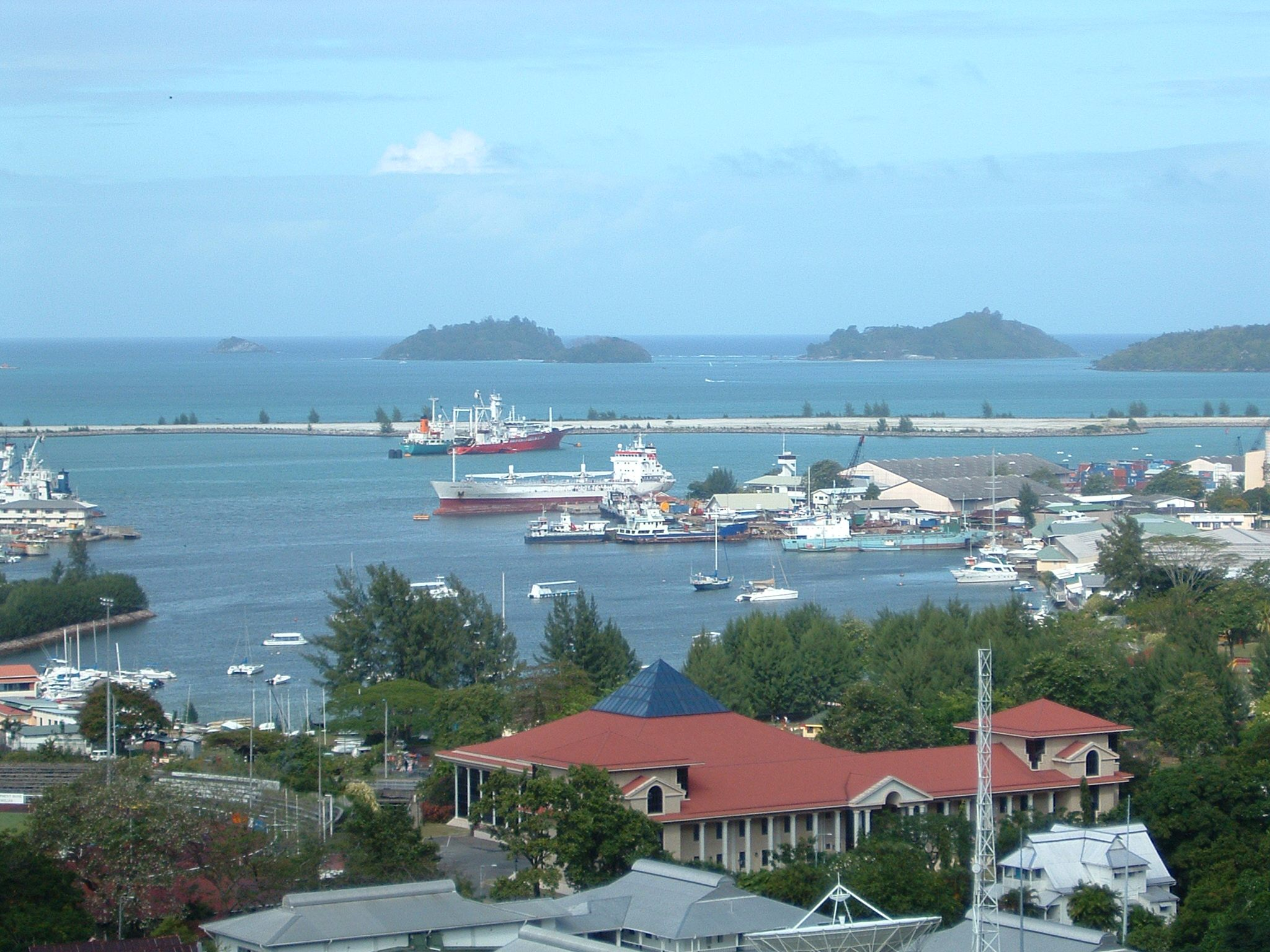
Порт Вікторія
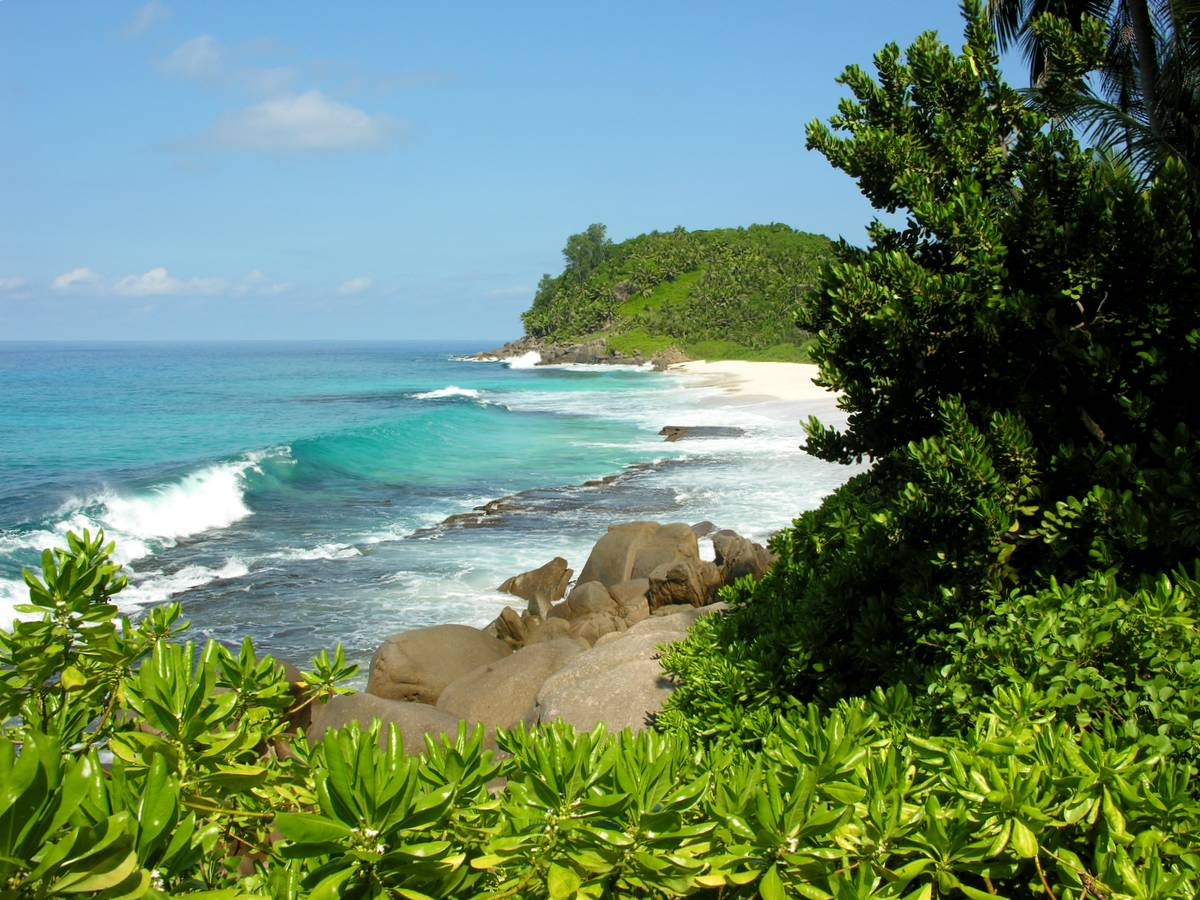
Пляжі о. Мае
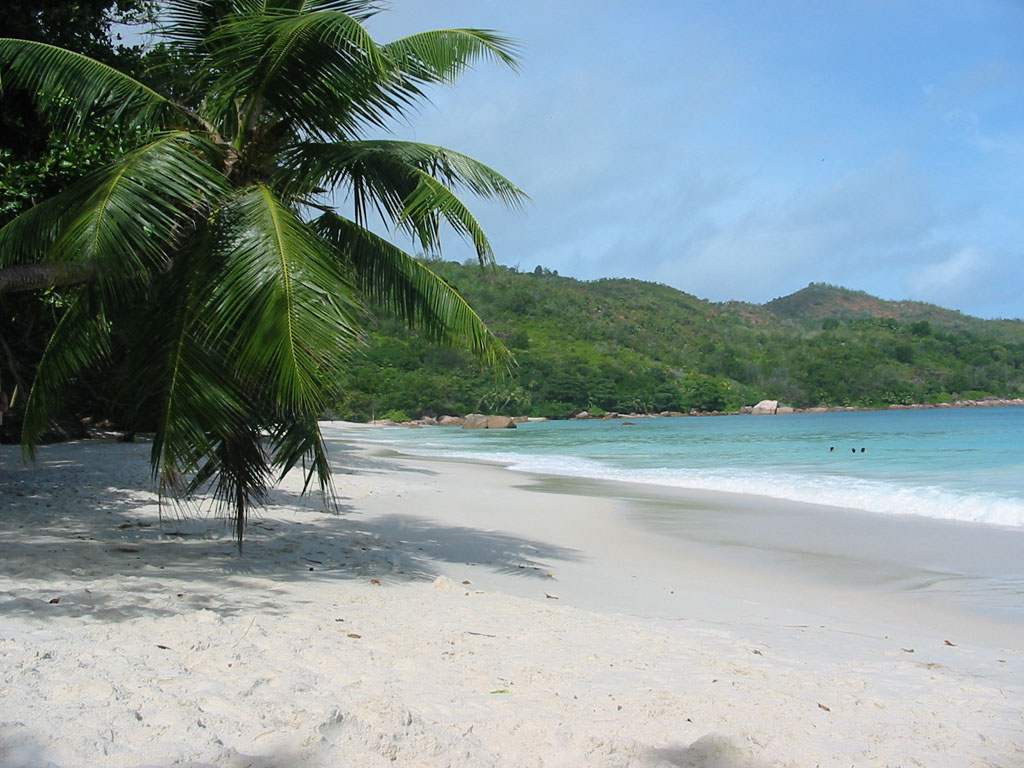
Пляжі о. Праслен
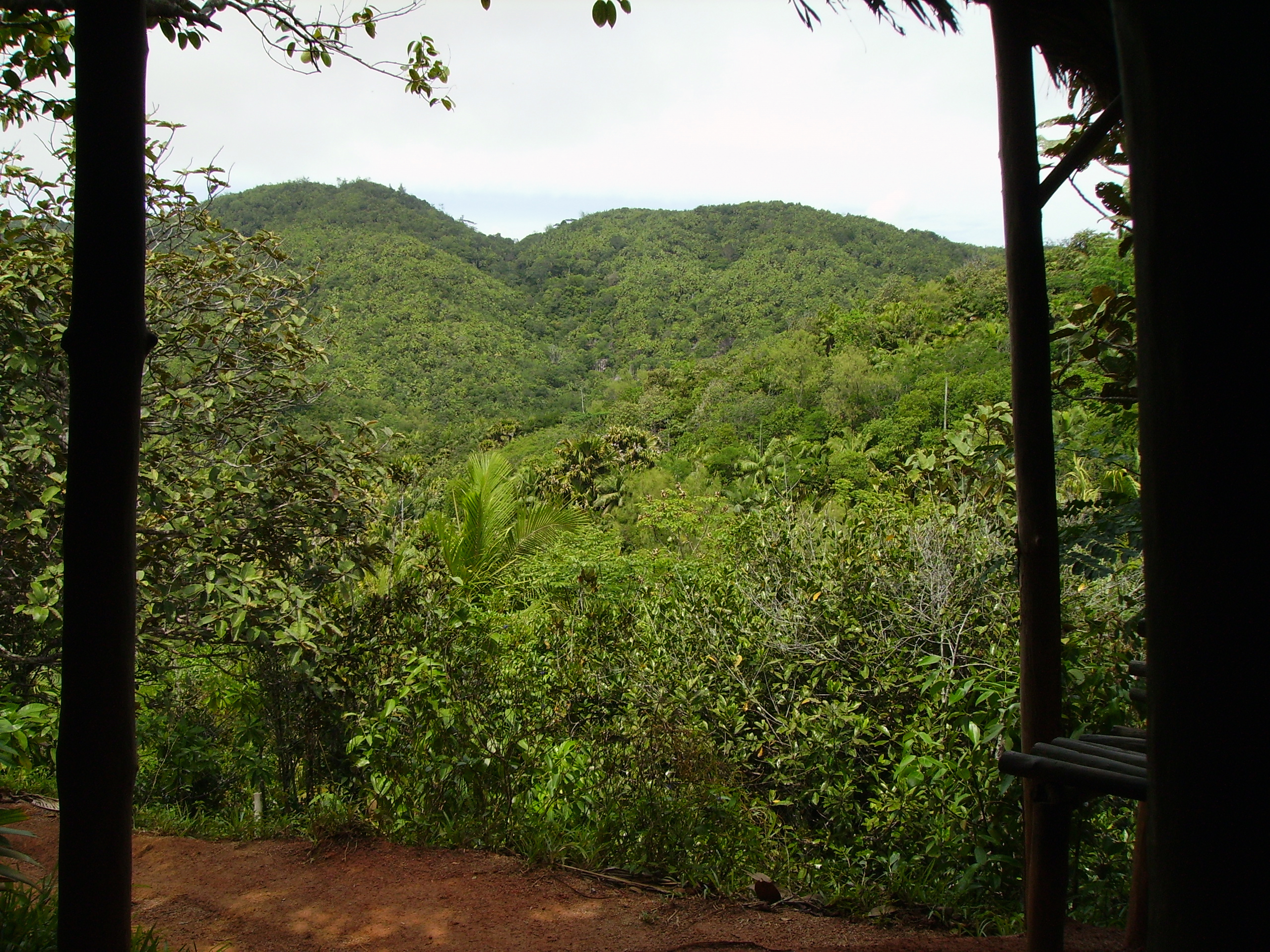
Джунглі о. Праслен
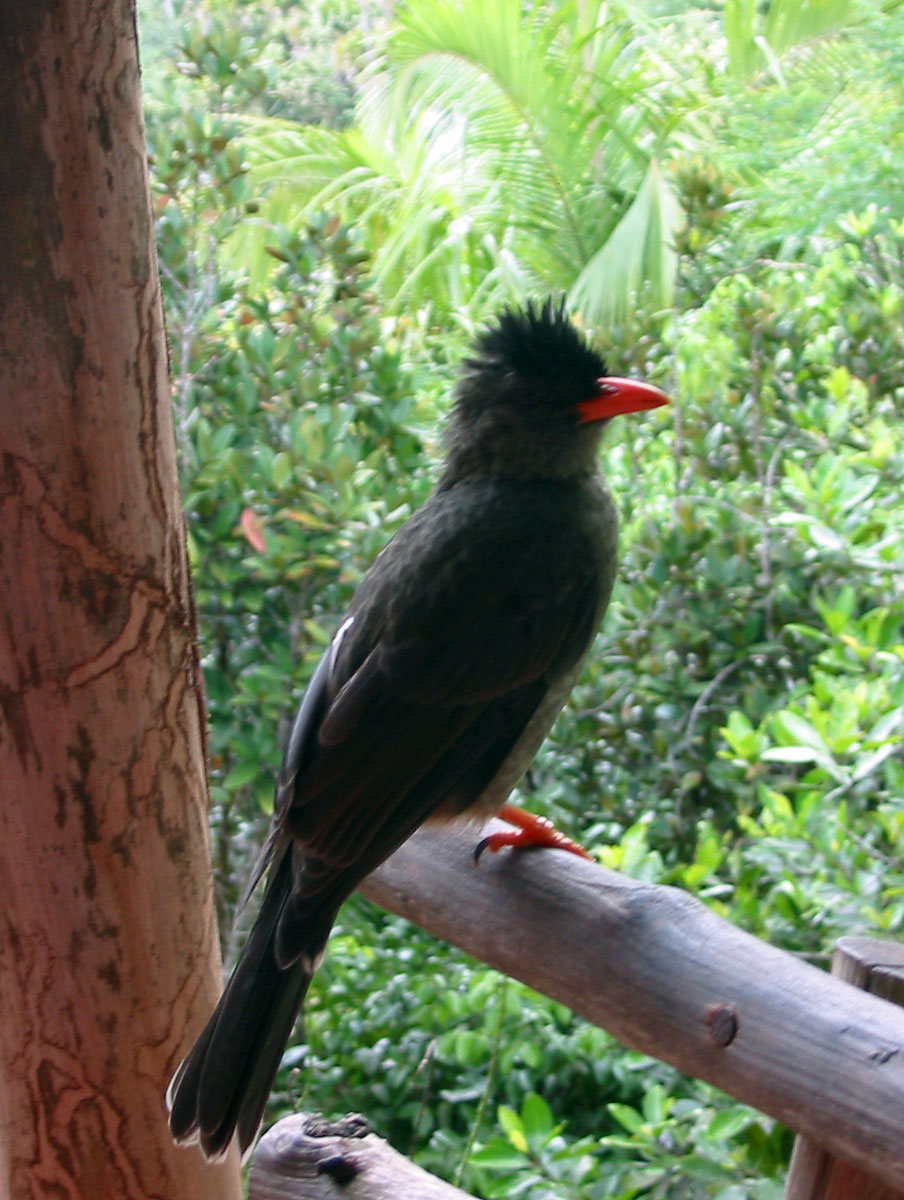
Сейшельський бюльбюль (Hypsipetes crassirostris)
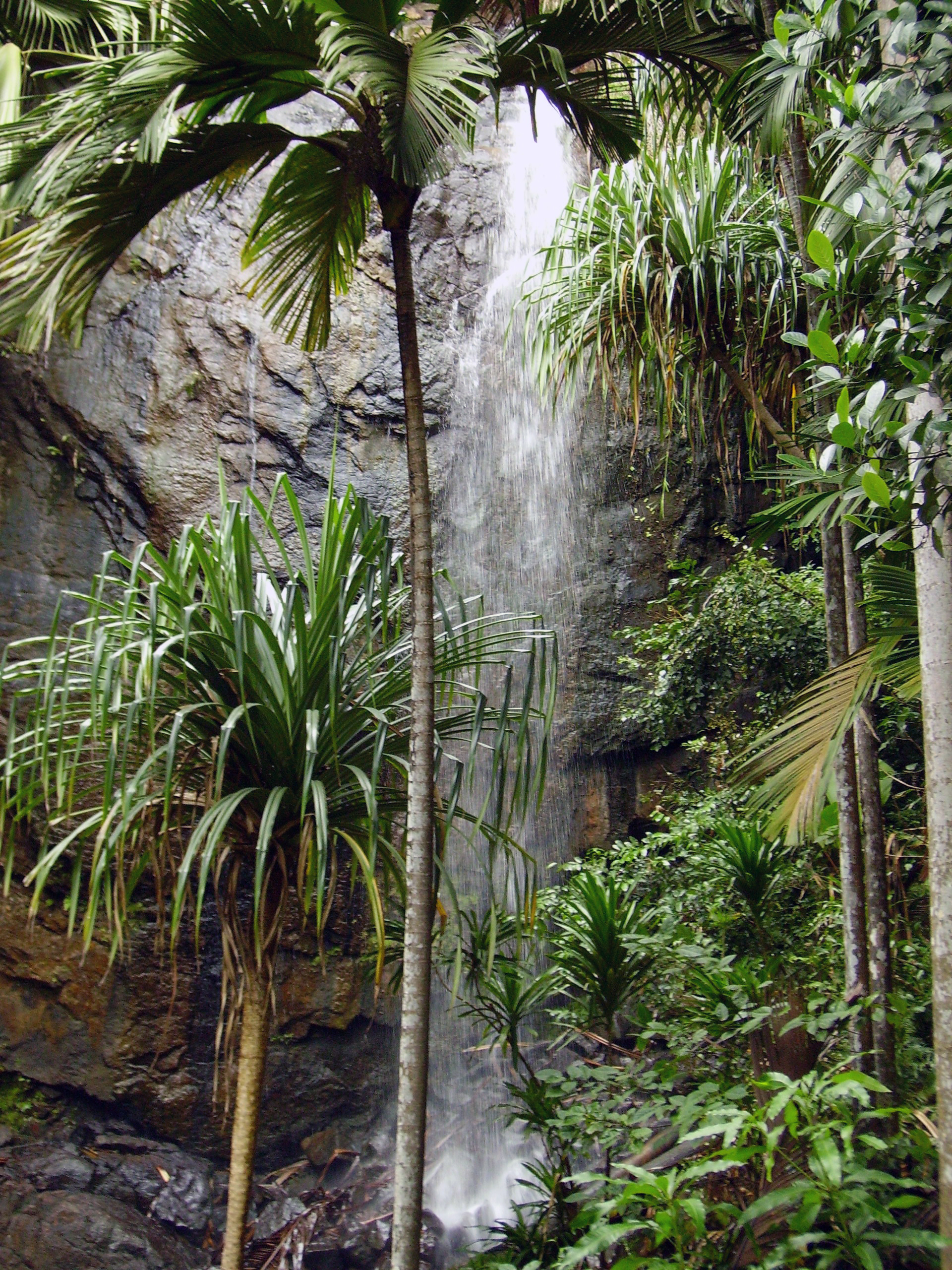
Водоспад на о. Праслен
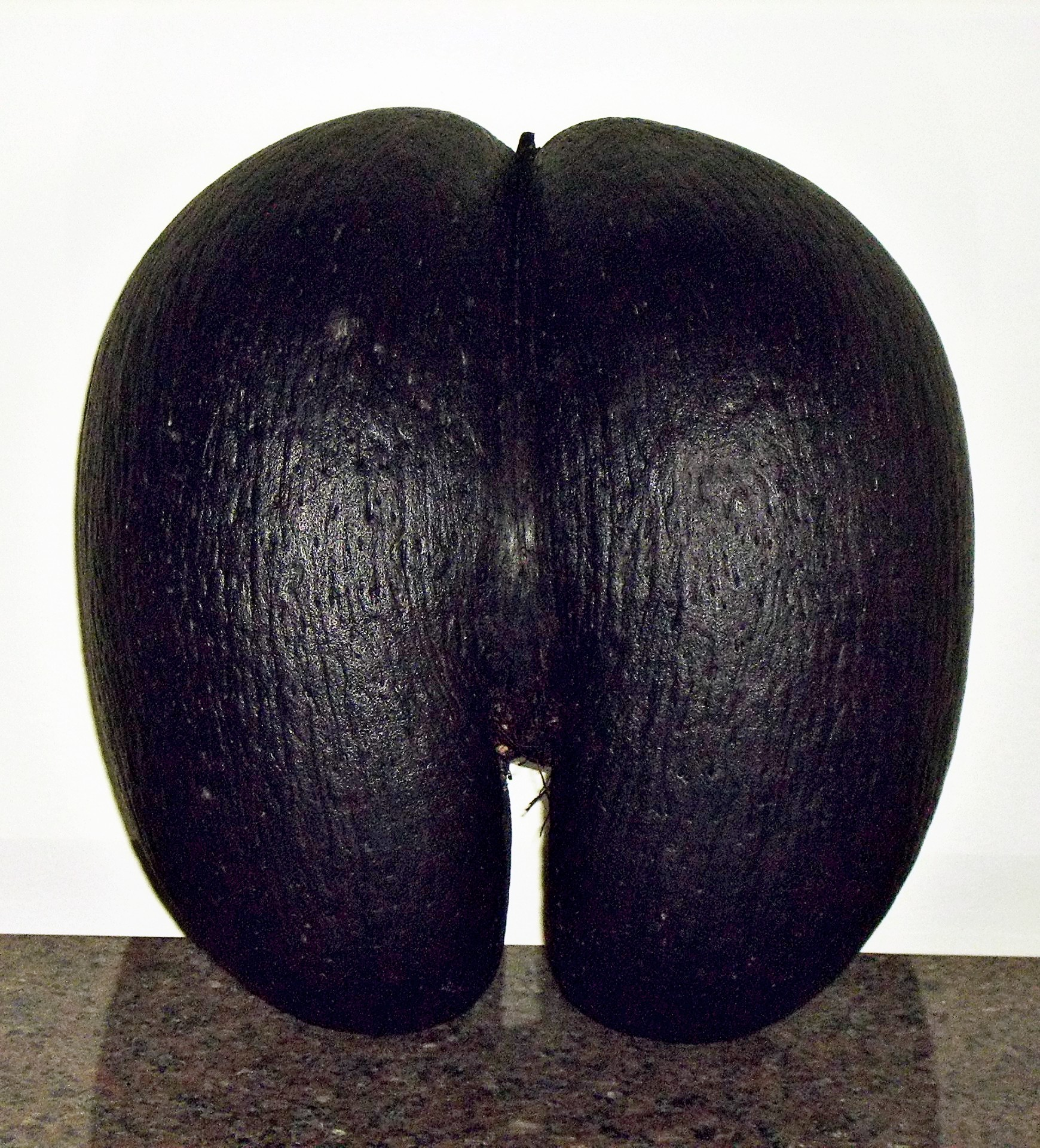
Ендемічний горіх коко-де-мер